# St. Peters (Missouri)
St. Peters é uma cidade localizada no estado americano de Missouri, no Condado de St. Charles.

## Demografia
Segundo o censo americano de 2000, a sua população era de 51.381 habitantes.

## Geografia
De acordo com o United States Census Bureau tem uma área de
54,9 km², dos quais 54,9 km² cobertos por terra e 0,0 km² cobertos por água.

## Localidades na vizinhança
O diagrama seguinte representa as localidades num raio de 12 km ao redor de St. Peters.